# Salon international des télécoms de Las Vegas
Le Salon international des télécoms de Las Vegas, appelé aussi "Networld Interop", est centré sur les réseaux d'entreprise depuis ses origines à la fin des années 1980 et se tient chaque année fin avril début mai dans le centre de conventions de l'hôtel Mandalay Bay, à Las Vegas, dans le Nevada.

## Histoire
Le Salon international des télécoms de Las Vegas est appelé "le  papy des salons consacrés aux réseaux" car il a été créé à la fin des années 1980 une dizaine d'années avant la bulle technologique et internet qui fera son succès. Il a atteint un sommet avec les 61 000 visiteurs de l'édition de 2001, juste avant l'éclatement de cette bulle, qui se traduit par un Krach boursier de grande ampleur pour ce secteur. Cette édition, marquée par l'innovation, consacre, chez les grands fournisseurs des opérateurs télécoms, la rivalité entre Juniper Networks et Cisco Systems sur le marché des routeurs Terabit, tandis que les opérateurs dit "alternatifs", comme KPNQwest, Global Crossing et Carrier font assaut d'offres révolutionnaires sur le marché des entreprises.
Après le Krach de 2002, la fièvre retombe. L'édition 2004 à Las Vegas aura ainsi réuni moins de trois cents exposants. Les éditions suivantes voient une reprise. L'organisateur de l'édition 2013 espère ainsi passer des 18 000 visiteurs de 2012 à 20 000 avec la présence de 500 fournisseurs.

## Exposants
Plusieurs centaines d’exposants y présentent des produits et services très variés, qui vont bien au-delà des réseaux télécoms, avec en particulier les technologies de cloud, virtualisation, data centers, mobilité, et sécurité informatique. Start-up et sociétés peu connues « sont à l'honneur », en particulier dans les périodes d'accélération technologique forte.